# Antipolitica
Antipolitica nel senso più comune definisce l'atteggiamento di coloro che si oppongono alla politica, giudicandola pratica di potere, nonché ai partiti e agli esponenti politici ritenendoli, nell'immaginario collettivo, dediti a interessi personali e non al bene comune.
Per assonanza con il termine antipolitica, in senso negativo-dispregiativo, si può intendere anche direttamente proprio questo tipo di pseudo-politica che si contrappone alla politica propriamente detta dedita invece alla salvaguardia dell'interesse collettivo.

## Introduzione
Uno dei primi studiosi del pensiero politico fu il filosofo greco Aristotele, il quale, sostenendo la natura essenzialmente politica dell'uomo, (ζῷον πολιτικόν, zoon politicon, animale politico) affermava che questi, inevitabilmente, fosse destinato a vivere una vita politica, solidale con gli altri esseri umani; se così non fosse, sosteneva Aristotele, l'uomo stesso si troverebbe a essere o una belva, fuori dal consorzio umano, o un dio che nella sua onnipotenza non ha bisogno degli altri.
La politica è ineliminabile dalla vita dell'uomo: come Aristotele diceva che chi afferma l'inutilità della filosofia la può sostenere solo argomentando filosoficamente così si potrebbe dire che colui che proclama la sua contrarietà alla politica, fa necessariamente politica.
Si possono identificare varie forme di antipolitica: appare evidente che alcune di queste possono intrecciarsi tra loro: qui si cercherà di chiarirle singolarmente riferendosi al loro percorso storico, filosofico e sociologico.

## L'abbandono della politica per egoismo
È il rifiuto della politica di colui che lascia volontariamente il compito di governare agli altri: egli si occuperà invece delle sue faccende per vivere nel miglior modo possibile. Sarà comunque coinvolto dalla politica ma egli si manterrà sempre nella cerchia esterna della cittadella del potere. «Tanto non cambia nulla, tanto vale pensare a se stessi».

### L'antipolitica sofistica
(Protagora)

#### La decadenza della Grecia di Pericle
Nella Grecia di Pericle, dopo le grandi vittorie sui Persiani, in Atene si sviluppano le classi emergenti come quelle dei mercanti, degli artigiani che si sostituiscono alla classe aristocratica terriera. Si sviluppa l'imperialismo e l'orgoglioso proposito degli ateniesi di estendere la loro democrazia ai barbari da conquistare.
Ma ad Atene cominciano a delinearsi spinte individualistiche verso una società egoistica e consumistica. Pericle riesce ad armonizzare queste tendenze nell'ambito di una concezione più alta della società e dello Stato per cui il cittadino ateniese tanto più si sentiva protetto nei suoi interessi privati quanto più partecipava alla vita dello stato, alla vita politica, al processo di formazione delle leggi, alle assemblee.
Ma l'invidia e l'ostilità delle altre città greche, la guerra del Peloponneso contro Sparta, l'epidemia di peste ad Atene, dove morirà lo stesso Pericle, segnano il declino della città-stato.
Il regime democratico si corrompe, diventa demagogia, si diffonde la ricerca del piacere e del lusso e cresce anche il bisogno d'istruzione poiché le classi emergenti vogliono, accanto al potere del denaro, il prestigio della cultura.

#### L'avvento dei sofisti
In questo contesto storico appaiono i sofisti, effetto e non causa della crisi ateniese.
Essi vogliono rispondere a una domanda fondamentale per regolare la vita politica: qual è il criterio per stabilire ciò che è giusto e ciò che non lo è?
Prima dei sofisti era giusto ciò che stabilivano le leggi dello Stato consacrate dalla tradizione e dalla religione: sono gli dei che danno le leggi alla città.
Ma i sofisti, contestatori di ogni credenza e tradizione non accettano più questa verità precostituita e, attraverso un'analisi "sociologica ante litteram", mettono a confronto le varie leggi degli stati e vedono che spesso ciò che è giusto per uno Stato non lo è per un altro; se le leggi fossero dettate dagli dei dovrebbero essere identiche per tutti: per tutti stabilire lo stesso criterio di giustizia. Se così non è, questo è dovuto al fatto che invece le leggi sono frutto di convenzioni umane.
È ormai completamente superato il criterio ionico della legge (v.Anassimandro) che ritiene che essa esista oggettivamente nell'ordine stesso della natura e che gli uomini la riprendano e l'applichino alla loro città.
Quindi le leggi cambiano da società a società ma tuttavia l'uomo ha bisogno di un criterio di giustizia, di un principio per il suo comportamento politico e morale.

#### Il giusto per natura
I sofisti sostengono che se vogliamo trovare un criterio unico valido per tutti, ci dobbiamo riferire a ciò che nell'uomo è sempre presente e permane immutabile, cioè alla natura che non è soggetta alle convenzioni umane.
Se noi osserviamo il comportamento degli esseri naturali dove la natura si manifesta spontaneamente, come negli animali o nei neonati, troveremo un principio inalterabile e uguale per tutti quello che stabilisce che:
- per natura è giusto ciò che piace.

Ma se tutti prendessero come elemento determinante del loro comportamento l'interesse egoistico individuale allora inevitabilmente andremo incontro ad uno stato di natura dove l'unica legge che conta è quella della giungla, dell'homo homini lupus, dove ognuno cerca di sopraffare l'altro.
Ciò non avverrà, sostengono i sofisti, perché la stessa natura ha stabilito un ordine per cui:
- è giusto ciò che piace al più forte

e il più forte non sarà il più forzuto ma
- colui che sa bene usare la parola

#### La forza naturale della parola
I sofisti per primi teorizzano la falsa politica della parola che serve non a spiegare e a chiarire, ma al contrario a prevalere sull'interlocutore e a coprire i propri individuali interessi facendoli apparire come interessi di tutti, oppure a non riconoscere le proprie responsabilità ma a mascherarle con parole prive di contenuto.
Con la parola il sofista governerà e per chi non potrà fare le leggi a sua misura il suggerimento è quello per cui

«Per prudenza e utilità bisogna rispettare la legge ma trasgredirla solo se conviene e spezzarla quando si ha la forza per farlo.»

## L'abbandono della politica per delusione
È questa l'antipolitica di colui che nel corso del tempo è rimasto disorientato e deluso dalla politica così come finora è stata esercitata e che giudica ormai fallimentare: decide quindi di allontanarsene definitivamente chiudendosi nella sfera del suo privato.

### L'antipolitica degli epicurei
(Epicuro, Aforismi)

#### La caduta dellapolis
Dopo la conquista macedone e il crollo dell'impero dopo la morte di Alessandro Magno, in Grecia lo sradicamento della polis (città stato) portò un senso d'insicurezza aumentato dai frequenti cambiamenti di regime politico.
Come sempre accade nei periodi di crisi, gli uomini si chiusero in sé stessi per cercare una via di salvezza individuale.
Agli dei tradizionali ora si sostituisce prevalentemente il culto di Tyche, la Fortuna a cui affidare la propria sorte.

#### «Vivi nascosto»
Di fronte ai progressi materiali si acuisce il disagio nei confronti della civiltà e si desidera tornare alla purezza iniziale della natura per recuperare semplicità di vita e senso di sicurezza.
La grande filosofia del passato sopravvive anche nell'età ellenistica: Platone ed Aristotele non sono dimenticati ma è ormai cambiato il centro di riferimento della filosofia che ora guarda agli aspetti pratici dell'esistenza mentre vengono messe da parte le speculazioni teoretiche.
La filosofia come ricerca della eudemonia (serenità, felicità), come rimedio ai mali dell'esistenza.
La vita politica, il rapporto dell'uno con tutti è abbandonato ma all'uomo rimane necessario sostituire all'antipolitica un'altra forma di condivisione materiale e spirituale. "Vivi nascosto" dice Epicuro e sostituisci alla politica i rapporti interindividuali, e tra questi soprattutto l'amicizia:
(Epicuro, Aforismi)

## L'antipolitica passiva
L'antipolitica, che potrebbe definirsi passiva, è di colui non che ha rinunciato all'esercizio della politica ma che non vi è stato mai coinvolto.
Egli è stato sempre l'oggetto della politica mai il soggetto attivo: ha sempre vissuto ai margini della società e la sua vita è stata spesa solo nella ricerca della sopravvivenza.
È l'antipolitica dell'incolto che ormai ha capito il trucco sofistico: rifiuta a priori il linguaggio politico che non capisce perché non gli appartiene e che disprezza come puro esercizio verbale.

### L'antipolitica delle masse
Questa è l'antipolitica passiva delle masse contadine che nell'età dei Comuni avevano creduto di poter partecipare da liberi alla conduzione della vita cittadina ma si erano ben presto resi conto dell'inganno quando dopo aver attirato i contadini in città («l'aria delle città rende liberi») affrancandoli ed usandoli come operai per le manifatture, i cittadini sottoposero la campagna alla città con un regime vincolistico dei prezzi dei prodotti agricoli.
«La conquista del contado da parte di ciascun comune fu un fenomeno generale che portò ad una subordinazione permanente delle campagne alle città e ad una disuguaglianza giuridica tra cittadini ed abitanti del contado [...] la subordinazione della campagna alla città non ebbe soltanto un carattere politico ed amministrativo, non fu cioè soltanto subordinazione del contado verso la città nel suo complesso e verso il governo cittadino, ma assunse anche il carattere di una dipendenza di tipo feudale o semifeudale dei contadini verso la classe dominante cittadina [...] La politica annonaria dei comuni, continuata anche dalle signorie e dai principati, fu dominata dalla preoccupazione di assicurare a prezzo relativamente basso e costante i rifornimenti alimentari agli artigiani e ai salariati delle città, le cui agitazioni erano assai temute dalla classe mercantile dominante.»
Quando si dovranno schierare i contadini lo faranno il più delle volte con i nemici della città che li opprime e sfrutta.

### Lo Stato Leviatano
Così, secondo Hobbes, non ci si può fidare degli uomini: il patto stretto tra il popolo e lo Stato deve essere un "pactum subiectionis", un patto di soggezione dell'uomo, antipolitico per natura, soggetto passivo della politica; l'individuo tenderebbe a vivere in uno stato belluino iniziale di natura e solo la paura della morte lo convince ad affidarsi allo stato-leviatano che gestirà per lui tutti i diritti meno quello alla vita.
Da qui la sfiducia delle classi dirigenti cittadine nei confronti delle masse per loro natura antipolitiche e informi come le definiva José Ortega y Gasset nell'analisi della Spagna "envertebrada".
Masse delle quali persino i marxisti diffidavano o meglio ne riconoscevano la validità solo come massa d'urto rivoluzionaria sotto la guida del proletariato

## L'antipolitica attiva
L'antipolitica attiva è di colui che contesta tutto ciò che riguarda le forme della politica condivisa, le strutture della democrazia politica: le accusa di ideologismo, di astrattezza, di inutili procedure, fonti di lungaggini, a cui vuole contrapporre invece un fare, un'azione spiccia, pratica e fruttuosa.
Questa è la politica di colui che si professa antipolitico e vuole convincere gli altri a rinunciare ad un esercizio politico di stampo tradizionale, quella dei vecchi schemi, per aggregarsi a lui che ha lo spirito e le capacità adatte al fare, che sa gestire la cosa pubblica.

### «L'Impero è la pace»
Esemplare a questo proposito il discorso che tenne a Bordeaux nell'ottobre del 1852, al termine di un banchetto, offerto dalla Camera e dal Tribunale di commercio della città, il presidente della repubblica francese Carlo Luigi Napoleone che da lì a due mesi avrebbe assunto il titolo imperiale di Napoleone III.
Il principe-presidente accusa «...l'infausto sistema dei partiti» che per i loro privati interessi stanno mandando in rovina la Francia che, fortunatamente, ha trovato in lui il suo salvatore: «Sono lieto di aver salvato il vascello inalberando solo il vessillo della Francia».
Il futuro imperatore denunzia poi l'azione «deleteria» dei cosiddetti riformatori e la peste verbale degli ideologi che propongono sempre nuovi sistemi «Per giovare al paese non c'è bisogno di applicare nuovi sistemi».
La vera salvezza della Francia sarà affidarsi a lui, il fondatore di un nuovo Impero che aprirà un nuovo corso storico di pace e progresso civile: «Abbiamo immensi territori incolti da dissodare, strade da aprire, porti da scavare, fiumi da rendere navigabili, canali da portare a termine, le nostre reti ferroviarie da completare». Coraggio francesi, forza Francia, si sta aprendo per tutti un'era di pace, sicurezza e lavoro: «Voglio conquistare alla religione, alla morale, all'agiatezza quella parte così ancora numerosa della popolazione che, nel seno della terra più fertile del mondo, può appena godere dei suoi prodotti di prima necessità.»

### 1866,annus mirabilis
Un altro esempio di antipolitica attiva si ritroverà nell'opera del "cancelliere di ferro", il principe Otto von Bismarck, che convinse l'opposizione liberale borghese a rinunciare al suo ruolo politico dimostrandole come un governo "antipolitico" conseguisse risultati che i liberali tedeschi avevano sempre fallito.
Come nota Benedetto Croce, in Prussia, all'indomani della vittoria nella guerra contro l'Austria, i liberali rimasero prima sgomenti e stupefatti e poi ammirati del "miracolo" di Sadowa e poi cominciarono a dubitare delle loro stesse convinzioni politiche di fronte all'opera di uno «...Stato che, rigettando il governo popolare, fondandosi sull'autorità, prendendo regola solo dall'alto, conseguiva trionfi che nessun altro popolo d'Europa avrebbe saputo né osato contestargli...».
Successi non solo politici e militari ma anche nel campo dell'istruzione pubblica, dello sviluppo economico e commerciale, sostenuto dal protezionismo e dal dumping, che porterà la Germania, dopo l'unificazione, a rivaleggiare con la produzione industriale inglese e a formulare una legislazione sociale e protettiva del lavoro che sopravanzava quella di molti stati europei:

« [...] si insinuava qualcosa di mal sicuro e di poco sano.... La coscienza morale d'Europa era ammalata da quando, caduta prima l'antica fede religiosa, caduta più tardi quella razionalistica e illuministica, non caduta ma combattuta e contrastata l'ultima e più matura religione, quella storica e liberale, il bismarckismo e l'industrialismo e le loro ripercussioni e antinomie interne, incapaci di comporsi in una nuova e rasserenante religione, avevano foggiato un torbido stato d'animo, tra avidità di godimenti, spirito di avventura e conquista, frenetica smania di potenza, irrequietezza e insieme disaffezione e indifferenza, com'è proprio di chi vive fuori centro, fuori di quel centro che è per l'uomo la coscienza etica e religiosa... La concorrenza e la lotta dei mercati, conferivano a suggerire il primato dell'energia, della forza, della capacità pratica sui motivi etici e razionali.»
Già si cominciava a pensare che tutto questo fosse il risultato di connaturate capacità di un popolo al quale si attribuiva il diritto di dominare la società e la storia.
La classe borghese liberale rinunciava alla sua opera di mediazione e entrava nell'antipolitica, cessava di essere quel ceto "dialettico", come lo definiva Vincenzo Gioberti, tra le classi estreme.

## L'antipolitica acritica
È questa l'antipolitica di colui che contesta tutto ciò che viene dalla politica ma non propone nulla per il cambiamento. In ogni atto politico evidenzia solo gli aspetti negativi e considera ininfluenti quelli positivi, che spesso neppure vede. Il mondo politico così com'è non gli sta bene ma in fondo non sa neppure lui quello che vuole.

È questa la classica posizione dell'"uomo della strada", dell'uomo qualunque 
(Guglielmo Giannini)
che ragiona in base al buon senso comune che vede soluzioni facili a problemi che la politica complica inutilmente.

### Il qualunquismo
Il 27 dicembre 1944 usciva nelle edicole "L'uomo qualunque", un settimanale fondato a Roma da Guglielmo Giannini.
In quei mesi seguiti alla liberazione di Roma da parte delle truppe alleate il 4 giugno di quello stesso anno, gran parte dell'Italia settentrionale era ancora in guerra mentre nel resto del paese ritornava una prima forma di vita civile.
Era ripristinata una limitata libertà di stampa, sia pure sotto il controllo dell'amministrazione militare alleata, che aveva dato entusiasticamente vita a numerose pubblicazioni periodiche la maggior parte destinate a chiudere in breve volgere di tempo.
L'"Uomo qualunque" arrivò in tre giorni ad una tiratura di ottantamila copie. Giannini capì allora che l'antipolitica, da lui espressa in un articolo di fondo, trovava vasti consensi:

« [...] da quasi mezzo secolo si vive nel nostro Paese una vita d'inferno a causa della gelosia di mestiere tra i politici di professione. Rivolte, attentati, scioperi, agitazioni, inflazione industriale, caro-vita, interventismo, crisi del dopoguerra, speculazione sulla crisi, fascismo, aventinismo, fuoruscitismo, dittatura, guerre per consolidare la dittatura, catastrofe per liberarcene, sono, per tutti gli italiani, conseguenze del rabbioso litigio fra i 10.000 pettegoli. Siamo finalmente rovinati: cos'altro vogliono da noi gli autori di tutti i nostri mali? Che sopportiamo altri esperimenti, che altri pazzi provino sulle nostre carni le loro teorie?... Noi non abbiamo bisogno che di essere amministrati: e quindi ci occorrono degli amministratori, non dei politici... (ci serve) un buon ragioniere: non occorrono né Bonomi, né Croce, né Selvaggi, né Nenni, né il pio Togliatti, né l'accorto De Gasperi... (ci occorre) un buon ragioniere che entri in carica il primo gennaio e se ne vada al 31 dicembre e che non sia rieleggibile per nessuna ragione.»
Amministrare uno Stato come un'azienda, come un condominio con un onesto amministratore che tenga un ordinato libro dei conti. Tutto ciò che l'Italia aveva dovuto sopportare nel corso degli ultimi decenni era colpa dei politici "pettegoli" e degli ideologi. L'unico punto programmatico del qualunquismo, una serie di negazioni, era la durata in carica dell'"amministratore" e la sua non rieleggibilità, sospettando che altrimenti il prolungarsi dell'incarico avrebbe potuto trasformarlo in politico di mestiere.
Il movimento antipolitico del "Fronte dell'Uomo Qualunque" ebbe vita breve: la stessa necessità di schierarsi politicamente per realizzare il suo programma contraddiceva la sua confusa impostazione ideologica e ne determinò la sua stessa fine. Più tardi, nel 1953, venne fondato a Firenze il modesto Partito Nettista Italiano, con un programma goliardico e canzonatorio che richiamava in chiave paradossale alcune delle istanze "antipolitiche" del precedente Uomo Qualunque.

## L'antipolitica costruttiva
Antipolitica può significare l'esercizio di colui che contesta il modo di fare politica del presente e auspica un nuovo modo di esercitare la politica. Quindi, non un rifiuto per il rifiuto, ma un opporsi per costruire una politica più vera ed alta. Un'antipolitica che rimane politica, anche se spesso nell'accezione assolutistica della democrazia propria, ad esempio, del giacobinismo.

### I dibattiti di Putney
(Maximilien de Robespierre)
L'antipolitica nel senso sopraddetto è quella da cui si origina la rivoluzione intesa come radicale cambiamento nella forma di governo di un paese, che comporta spesso trasformazioni profonde di tutta la struttura sociale, economica e politica di un sistema.
Un'antipolitica che mira all'instaurarsi di un nuovo tipo di cultura politico-sociale.
L'esempio più alto nella storia europea moderna è dato dalla rivoluzione inglese dove i soldati dell'esercito di Nuovo modello passano dall'antipolitica rivoluzionaria alla politica dei dibattiti di Putney (1647) sulla futura organizzazione politica e istituzionale del paese.
Il New model army «temprato dalla severa disciplina di guerra, orgoglioso delle sue vittorie, reclamò il diritto di decidere l'assetto definitivo che avrebbe dovuto avere il paese.»
Si confrontano la tesi moderata e legalitaria dello Ireton e dello stesso Oliver Cromwell e quella espressa dal Rainborough e dal Sexby che, riecheggiando i programmi dei livellatori, esprimono «la più appassionata difesa degli ideali egualitari e democratici dei soldati...Di fronte alle cautele di Cromwell e Ireton riluttanti ad ammettere la legittimità di qualunque menomazione di diritti costituiti, Rainborough afferma recisamente che tutte le libertà popolari hanno avuto origine da un'usurpazione dei privilegi delle classi dirigenti.»
È solo da questa antipolitica che può nascere una nuova politica finalmente intesa come «la sfera delle decisioni collettive sovrane.»

## L'antiparlamentarismo nella letteratura
Un'accezione dell'antipolitica è quella limitata alla critica della forma di governo parlamentare, che proviene da nostalgici dell'assolutismo monarchico o di forme di governo aristocratico e che poi - attraverso l'impronta metodologica di Gaetano Mosca che "discende nettamente dal positivismo" 	 - si è evoluta nella forma del "populismo qualitativo".
Fino a quando la crisi del regime liberale in Italia non produsse spinte eversive di delegittimazione della rappresentanza elettiva, questa posizione esprimeva per lo più una tendenza culturale, il cui principale precipitato letterario è stato il romanzo parlamentare. In tale categoria rientra l'opera del giornalista e politico Ferdinando Petruccelli della Gattina: I moribondi del Palazzo Carignano (1862), capostipite di una lunga polemica letteraria contro il sistema parlamentare italiano.

### I moribondi del Palazzo Carignano
Il libello illustra i difetti della classe dirigente (sostanziale uniformità dei partiti, mediocrità e opportunismo dei parlamentari, legami tra Governo e interessi privati), nonché delusioni e risentimenti sin dall'unità d'Italia, in cui i sogni e le speranze dell'autore (patriota delle insurrezioni del 1848 e costretto all'esilio sotto il regime borbonico) andranno persi dinnanzi ad un nuovo ordine istituzionale disinteressato e materialista.
In queste denunce non c'era ancora il rifiuto della politica che caratterizzerà i tempi moderni: vi era anzi un richiamo a recuperare il vero spirito della politica e gli ideali che avevano condotto all'unificazione.